# Omčak
Omčak (rusky Омчак) je vesnice v tenkinském okrese v Magadanské oblasti na ruském Dálném východě. Žije zde 442 obyvatel (2021).

## Geografie
Omčak se nachází asi 280 km vzdušnou čarou severozápadně od oblastního města Magadan v Kolymském pohoří na stejnojmenné řece Omčak, levém přítoku Tenky (povodí Kolymy). Vesnice patří do tenkinského okresu a nachází se asi 110 km severozápadně od okresního centra Usť-Omčug.

## Podnebí
Omčak se nachází v subarktické klimatické zóně, což znamená chladné, vlhké léto a extrémně chladné zimy. Průměrné letní teploty dosahují v červenci maxima kolem 14 °C, zatímco zimní teploty mohou klesat hluboko pod bod mrazu, přičemž nejchladnější měsíce (leden a únor) zaznamenávají průměrné denní minimum kolem -30 °C. Obecně zde sníh zůstává na zemi od října do dubna, což vytváří podmínky pro extrémně dlouhou a tvrdou zimu.
Omčak dostává průměrně 400–500 mm srážek ročně, přičemž nejvíce dešťů spadne v letních měsících, především v červenci a srpnu. Kvůli geografické poloze a vysoké nadmořské výšce je zde počasí nestabilní, s častými změnami v oblačnosti, a silné větry mohou doprovázet přechody mezi sezónami. Během zimy mohou občasné arktické proudy přinést velmi nízké teploty a bouře způsobují sněhové závěje, které izolují místní obyvatele.

## Historie
Osada Omčak vznikla v roce 1941 jako zlatokopecký tábor. V roce 1944 získala název po válečném hrdinovi Ivanu Timošenkovi. V roce 1953 byla osada povýšena na sídlo městského typu, v tu dobu tu žily již téměř čtyři tisíce obyvatel. Dne 2. ledna 1958 byla obec přejmenována na současný název - Omčak.
Od 60. do 90. let 20. století byl Omčak důležitým centrem pro těžbu zlata a součástí komplexního těžebního průmyslu Magadanské oblasti. Právě v této době došlo k rozšíření infrastruktury, což zahrnovalo výstavbu silnic, bytových domů a základního vybavení pro podporu těžebních operací. Omčak zaměstnával velké množství lidí nejen z Ruka, ale i z jiných sovětských republik, kteří byli často do Omčaku přivedeni kvůli potřebě pracovní síly v náročných podmínkách.
V rámci centralizovaného sovětského těžebního systému se Omčak stal jedním z hlavních míst pro produkci zlata na sovětském Dálném východě, což bylo součástí širšího úsilí o využití přírodních zdrojů Dálného východu k ekonomickému růstu Sovětského svazu. To zahrnovalo také programy pro mechanizaci těžby, což usnadnilo těžební práce, ale pracovní podmínky v Omčaku byly stále velmi tvrdé, s extrémně nízkými teplotami v zimních měsících a izolací od větších městských center.
V roce 1991 byl Omčak rozhodnutím ruských úřadů degradován na vesnici. Omčak se stejně jako mnoho dalších bývalých těžebních osad v Rusku potýkal s výrazným úpadkem v důsledku ekonomických změn po rozpadu Sovětského svazu. Se zánikem státem řízeného systému gulagů a úpadkem těžebního průmyslu v oblasti došlo k odlivu obyvatel, kteří mířili za lepšími podmínkami do evropské části Ruska nebo větších měst. Místní infrastruktura začala chátrat, zatímco zbývající obyvatelé se přizpůsobovali omezeným pracovním možnostem. V některých případech v Omčaku došlo k omezené obnově těžebních aktivit prostřednictvím soukromých podniků, ale rozsah těžby už nikdy nedosáhl sovětské úrovně.
V roce 2020 byla dokončena stavba elektrického vedení mezi Usť-Omčugem a Omčakem, čímž se podařilo zvýšit spolehlivost dodávek elektřiny.

## Doprava
Omčak se nachází na silnici Tenka (Tenkinskaja doroga), která byla vybudována v 40. letech 20. století jako alternativní trasa k původní silnici Kolyma (dnes R504 Kolyma). Tato silnice se od Kolymské trasy odpojuje poblíž Palatky a prochází přes okresní centrum Usť-Omčug. 